# Уильямс, Тони (барабанщик)
Энтони Тиллмон Уильямс (англ. Anthony Tillmon Williams; 12 декабря 1945 — 23 февраля 1997) — американский джазовый барабанщик.
Уильямс впервые получил известность в составе группы трубача Майлза Дэвиса, а также был пионером стиля джаз-фьюжн. В 1986 году Уильямс был введён в Зал славы журнала Modern Drummer.

## Жизнь и карьера
Уильямс родился в Чикаго и вырос в Бостоне. У него были африканские, португальские и китайские корни. С раннего детства Уильямс обучался у барабанщика Алана Доусона, в возрасте 13 лет начал профессионально играть с саксофонистом Сэмом Риверсом. Саксофонист Джеки Маклейн нанял Уильямса, когда тому было 16 лет.

## Личная жизнь
Уильямс жил и преподавал в области залива Сан-Франциско вплоть до своей смерти в результате инфаркта.